# 다중 처리
다중 처리(多重處理)는 컴퓨터 시스템 한 대에 둘 이상의 중앙 처리 장치(CPU)를 이용하여 병렬로 처리하는 것을 가리킨다. 또, 이 용어는 하나 이상의 프로세서를 지원하는 시스템의 능력, 또는 이들 사이의 태스크를 할당하는 능력을 가리키기도 한다. 다중 처리 시스템(multiprocessing system)은 다중 처리가 적용된 시스템을 뜻한다.
다중 처리 시스템에서는 여러 개의 프로세서가 하나의 메모리를 공유하여 사용하는 시스템이며, 일반적으로 하나의 운영 체제가 모든 프로세서들을 제어한다.

## 특징
- 다수의 프로세서를 사용하여 다수의 작업을 동시에 수행함으로써 작업 속도를 높일 수 있다.
- 프로세서 중 일부에 문제가 발생하더라도 다른 프로세서를 이용해 처리할 수 있으므로 신뢰성이 높다.

## 같이 보기
- 대칭형 다중 처리
- 비대칭형 다중 처리
- 다중 코어